# 인디펜던스 스타디움
인디펜던스 스타디움(Independence Stadium)은 미국 루이지애나주 슈리브포트에 소재했던 미식 축구 경기장이다. 과거 CFL 슈리브포트 파이리츠의 홈경기장으로 사용했다.